# Tiny Core Linux
Tiny Core Linux (TCL) je mini (10 MB) in hitra distribucija operacijskega sistema Linux. Osnovana je na novem jedru Linux 3.0, Busybox-u, Tiny X-u, Fltk-ju, in namizju JWM. Deluje v celoti v RAMu in ima izredno hiter zagon.
TCL ima tudi dobro obiskan forum Arhivirano 2009-03-16 na Wayback Machine. in Wiki strani Arhivirano 2009-04-17 na Wayback Machine. v angleškem jeziku. Za nadaljnje nasvete ali izmenjavo mnenj se lahko obrnete tudi na kanal IRC - IRC Freenode #tinycorelinux.

## Izdaje
| različica | stabilnost | datum izdaje  |
| --------- | ---------- | ------------- |
| 1.0       | stabilna   | januar 2009   |
| 1.1       | stabilna   | februar 2009  |
| 1.2       | stabilna   | marec 2009    |
| 1.3       | stabilna   | april 2009    |
| 3.8.1     | stabilna   | avgust 2011   |
| 4.7       | stabilna   | november 2012 |

## Galerija
- Eno od namizij
- Nameščanje paketov
- Tiny Core Linux Boot